# Maison Oudinot de Reggio

Armoiries des ducs de Reggio

La famille Oudinot de Reggio est une famille titrée du Premier Empire. Elle obtient le titre de comte d'Empire en 1808 puis de duc de Reggio en 1809 en la personne de Nicolas Oudinot (1767-1847), maréchal d’Empire.

## Personnalités
- Nicolas Oudinot, 1er duc de Reggio (1767-1847), maréchal d'Empire (1809), ministre d'État, gouverneur des Invalides, pair de France, grand chancelier de la Légion d'honneur, grand-croix de Saint-Louis, chevalier du Saint-Esprit
- Victor Oudinot, 2e duc de Reggio (1791-1863), fils aîné du maréchal Oudinot, général de division, député de Maine-et-Loire, grand-croix de la Légion d'honneur, commandeur de Saint-Louis
- Auguste Oudinot de Reggio (1799-1835), deuxième fils du maréchal Oudinot, colonel au 2e régiment de chasseurs d'Afrique, tué le 26 juin 1835 lors du combat de la forêt de Mouley-Ismaël
- Charles Oudinot de Reggio (1819-1858), troisième fils du maréchal Oudinot, issu de sa deuxième épouse, Marie Charlotte Eugénie de Coucy, lieutenant-colonel

### Portraits

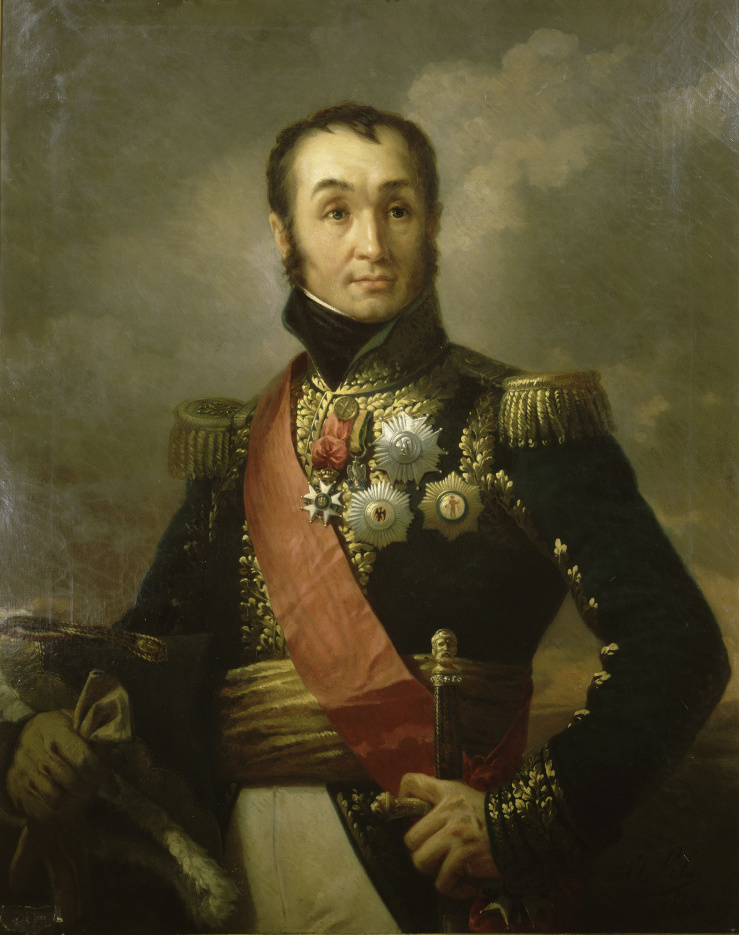
Nicolas Oudinot 1er duc de Reggio (1767-1847), maréchal d'Empire
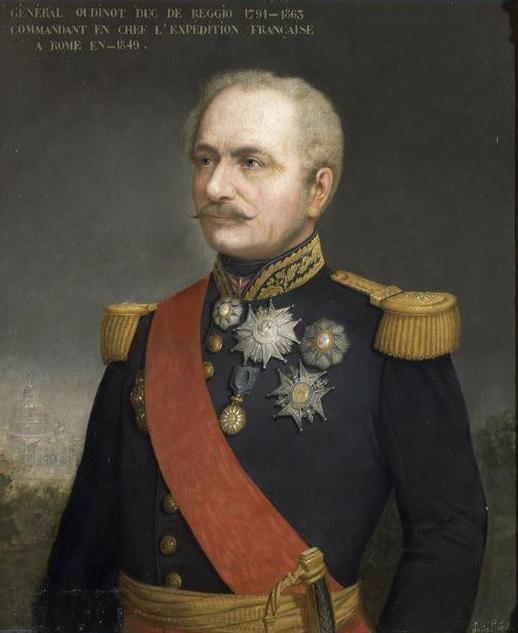
Nicolas-Charles-Victor Oudinot (1791-1863)

## Liste des ducs de Reggio
- Nicolas Charles Oudinot (1767-1847) ;
- Victor Oudinot (1791-1863), son fils ;
- Charles Oudinot (1821-1889), son fils ;
- Charles Oudinot (1851-1905), son fils ;
- Henri Oudinot (1883-1956), son fils[1] ;
- Philippe Maupas-Oudinot (1919-2018), son fils adoptif[2] ;
- François Maupas-Oudinot (1945- ), son fils